# Saif al-Adel
Saif al-Adel (Arabisch: سيف العدل, zwaard van gerechtigheid), geboren als Mohammed Salah al-Din Zaidan (Arabisch: محمد صلاح الدين زيدان), (11 april 1960 of 1963) is een uit Egypte afkomstige leidinggevend figuur binnen de internationale terreurbeweging Al Qaida. Hij heeft ook bekendgestaan onder de naam Mohammed Ibrahim Makkawi en wordt ervan verdacht medeplichtig te zijn aan de aanslagen tegen de Amerikaanse ambassades in Nairobi en Dar-es-Salaam in 1998.

## Biografie
Al-Adel was lid van de Egyptische Islamitische Jihad. Hij zou in 1993 betrokken zijn geraakt bij de Slag om Mogadishu en bij de aanslagen in Kenia en Tanzania in 1998. Later vond hij onderdak in Afghanistan. In 2001 vluchtte hij vanuit dat land naar Iran, na de aanslagen op 11 september dat jaar, die werden gevolgd door Amerikaanse invallen in Afghanistan. Er zijn berichten geweest die meldden dat hij in 2010 vanuit Iran naar Pakistan trok, andere bronnen zeggen dat hij nog altijd in Iran verblijft.
Volgens onder meer Al Jazeera en CNN werd Al-Adel in mei 2011 aangesteld als interim-leider van Al Qaida, nadat Osama bin Laden, de toenmalig leider van de beweging, door Amerikaanse commando's was geliquideerd.
In augustus 2022 kwam Al-Adel in beeld als potentiële opvolger van Al Qaida-leider Ayman al-Zawahiri, die op 31 juli dat jaar bij een Amerikaanse droneaanval in Kabul om het leven was gebracht.